# Sistema solar interior

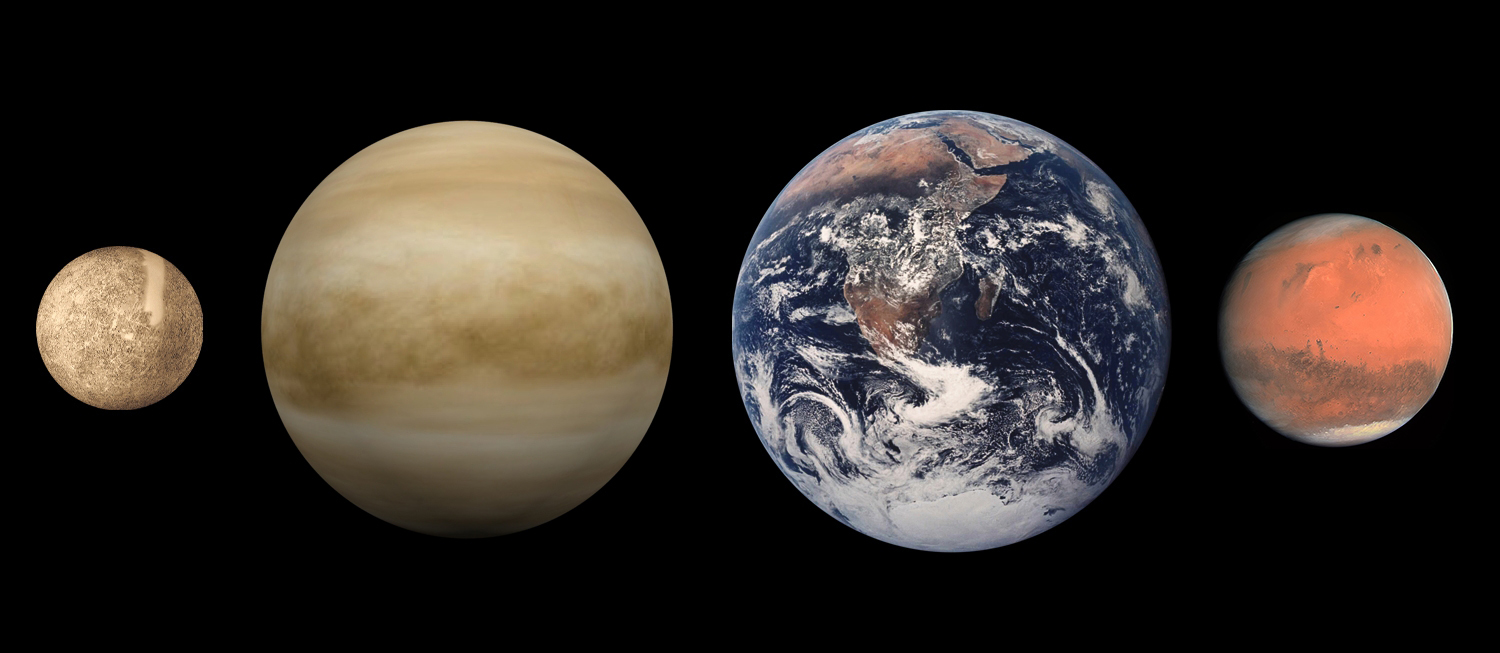
Los planetas interiores en escala.

El sistema solar interior es el nombre tradicional de la región de nuestro sistema solar que comprende los planetas interiores y los asteroides. Compuestos principalmente de silicatos y metales, los objetos del sistema solar interior se encuentran relativamente cerca del Sol. El radio de esta región es más corto que la distancia entre los planetas exteriores Júpiter y Saturno.
Los cuatro planetas interiores de nuestro sistema planetario, que son de tipo terrestre, tienen composiciones densas y rocosas, pocas lunas o ninguna, y no hay sistemas de anillos. Se componen en gran parte de minerales refractarios, tales como los silicatos, que forman costras y sus mantos, y metales tales como el hierro y el níquel, que forman sus núcleos. Tres de los cuatro planetas interiores (Venus, la Tierra y Marte) tienen suficiente atmósfera para generar clima, todos tienen cráteres de impacto y características tectónicas de la superficie como valles y volcanes. 
La expresión «planeta inferior» designa al que está más cerca del Sol que la Tierra, como son Mercurio y Venus.